# 쿠르트 되리

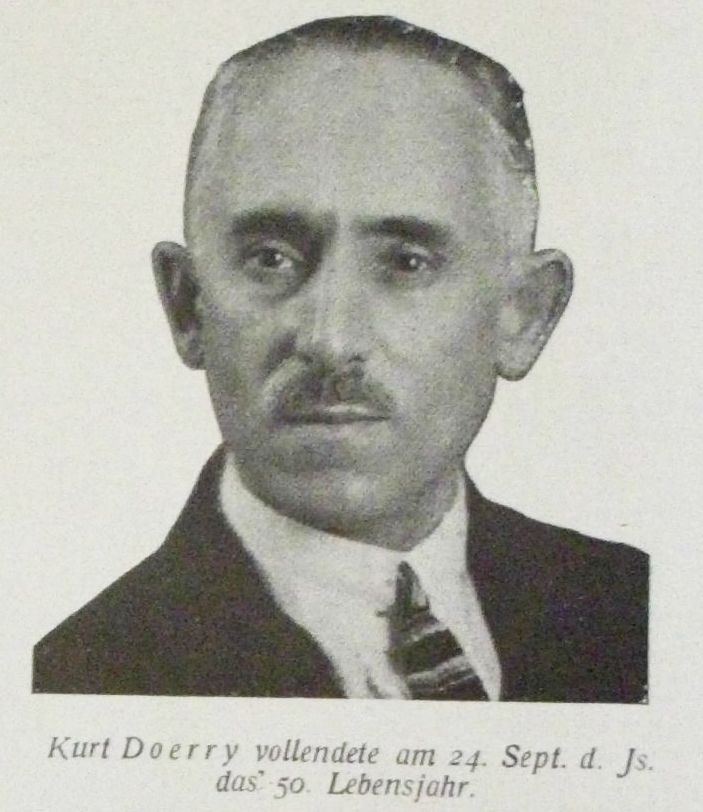

쿠르트 빌헬름 되리(독일어: Kurt Wilhelm Dörry, 1874년 9월 24일 ~ 1947년 1월 4일)는 독일의 육상 선수로 아테네에서 열린 1896년 하계 올림픽과 파리에서 열린 1900년 하계 올림픽에 참가했다.
되리는 100m 예선에서 예선에서 5위를 기록해서 결승에는 진출하지 못했다.
400m에도 출전해서 예선전에서는 알퐁스 그리셀과 같이 뛰었으며 그와 되리 중 누가 3, 4위를 했는지는 밝혀지지 않았다. 그러나 결선에는 1, 2위만 진출할 수 있었다.
또 110m 허들 경기에도 출전했으며 예선에서 3위나 4위를 기록했다.
파리에서 열린 1900년 하계 올림픽의 100m 경기에도 출전했으나 준결승 경기에서 기권했다.